# Оперативно-тактичне угруповання «Суми»
Оперативно-тактичне угруповання «Суми» (ОТУ «Суми») — тимчасове об'єднання, створене у Силах оборони України.

## Історія
На початку квітня 2022 року командувач оперативно-стратегічного угруповання «Північ» видав директиву на формування тактичної групи «Суми». Українські сили наступали в складі двох окремих батальйонів по межі Чернігівської та Сумської області і вийшли в район Конотопа. Там вони отримали директиву на формування тактичної групи «Суми», 14 квітня вийшло бойове розпорядження головнокомандувача ЗСУ на переформування тактичної групи «Суми» на оперативне угруповання військ «Суми». На той час до складу ОУВ увійшла 116-та окрема бригада ТрО, 117-та окрема бригада ТрО, підрозділи Державної прикордонної служби, Національної гвардії, військової служби правопорядку, національної поліції та спеціальні підрозділи служби безпеки.
На серпень 2022 року ОТУ «Суми» дислокувалася на територіях Сумської, Полтавської, частково Харківської та Черкаської областей.

## Командування
- 2022—2023: генерал-майор Нестеренко Олександр Володимирович[3][2]
- 2023: генерал-лейтенант Кравченко Володимир Анатолійович[4][3]
- 02.2023—11.2023: генерал-майор Осипчук Василь Миколайович[5]
- з 11.2023: генерал-майор Оцерклевич Олексій Ярославович[6]